# Seznam hradů a zámků v Chorvatsku
Tento seznam hradů, paláců a pevností v Chorvatsku obsahuje seznam chráněných historických objektů a zřícenin na území Chorvatska.

## Přehled
Chorvatsko je bohaté na kulturní památky. Od získání nezávislosti Chorvatska byla zrestaurována a zpřístupněna většinahradů a pevností, zámků a paláců, panských sídel, církevní budov, či zřícenin apod.
Většina zámeckých budov se nachází v oblasti Chorvatského Záhoří (Hrvatsko Zagorje).
Zachovalé opevňovací komplexy se nacházejí v obcích Ston, na Hvaru, „Hvězda“ v Karlovaci, pevnosti Osijek, ve staré části Iloku či záhřebském Kaptolu. Městské hradby Dubrovníku (do roku 1808 samostatné městské republiky) jsou dokonce nejlépe dochovaným opevňovacím systémem v Evropě.[zdroj?]
Zříceniny se dále nacházejí v mnoha strategicky důležitých bodech, jako jsou Dvigrad, Medvedgrad, Modruš, Orahovica, Bribir a Klis.

## Hrady
| Název               | místo                   | poznámky | obrázek                 |
| ------------------- | ----------------------- | -------- | ----------------------- |
| Hrad Veliki Tabor   | Desinić                 |          |                         |
| Hrad Kaštel Grad    | Pregrada                |          |                         |
| Medvedgradský hrad  | Záhřeb                  |          |                         |
| Zámek Zrinski       | Čakovec                 |          | Zámek Zrinski v Čakovci |
| Hrad Bosiljevo      | Bosiljevo               |          | Hrad Bosiljevo          |
| Hrad Djurdjevac     | Đurđevac                |          |                         |
| Hrad Dubovac        | Karlovac                |          |                         |
| Hrad Konjščina      | Konjščina               |          |                         |
| Hrad Veliki Kalnik  | Veliki Kalnik           |          |                         |
| Zámek Konjšćina     |                         |          |                         |
| Hrad Frankopan      | Ogulin                  |          |                         |
| Hrad Oršić          | Slavetić v Jastrebarsku |          |                         |
| Hrad Ribnik         | Ribnik                  |          |                         |
| Hrad Začretje       | Sveti Križ Začretje     |          |                         |
| Hrad Esterházy      | Darda                   |          |                         |
| Hrad Norman-Prandau | Valpovo                 |          |                         |
| Hrad Trsat          | Rijeka                  |          |                         |
| Hrad Frankopan      | Krk (město)             |          |                         |
| Hrad Pazin          | Pazin                   |          |                         |

## Zříceniny hradů
| označení          | místo                             | Poznámky          | obrázek |
| ----------------- | --------------------------------- | ----------------- | ------- |
| Hrad Zrin         | Zrin u Hrvatské Kostajnice        |                   |         |
| Nový Zrin         | Donja Dubrava v Mezimuřské župě   | Pevnost, zničená. |         |
| Gvozdansko        | Dvor na Uni                       |                   |         |
| Pevnost Ostrovica | Lišane Ostrovičke                 |                   |         |
| Ružica grad       | Orahovica                         | Zřícenina hradu.  |         |
| Hrad Slunj        | Slunj                             |                   |         |
| Pevnost Drežnik   | Rakovica                          |                   |         |
| Hrad Sokolac      | Brinje                            |                   |         |
| Hrad Novigrad     | Novigrad                          |                   |         |
| Hrad Samobor      | Samobor                           |                   |         |
| Cesargrad         | Klanjec v Krapinsko-zagorské župě |                   |         |
| Hrad Cetin        | Cetingrad                         |                   |         |
| Hrad Topana       | Imotski                           |                   |         |
| Hrad Tržan        | Modruš                            |                   |         |
| Hrad Sveti Juraj  | Brtonigla v Istrijské župě        |                   |         |
| Hrad Dvigrad      | Kanfanar v Istrijské župě         |                   |         |

## Zámky
| označení                | místo                                    | Poznámky | obrázek |
| ----------------------- | ---------------------------------------- | -------- | ------- |
| Zámek Feštetić          | Pribislavec u Čakovce                    |          |         |
| Zámek Trakošćan         | Krapina                                  |          |         |
| Zámek Bajnski dvori     | Gornje Ladanje u Varaždinu               |          |         |
| Zámek Banfi             | Štrigova v Mezimuřské župě               |          |         |
| Zámek Bežanec           |                                          |          |         |
| Zámek Brezovica         | Brezovica u Záhřebu                      |          |         |
| Zámek Donji Miholjac    |                                          |          |         |
| Zámek Eltz              | Vukovar                                  |          |         |
| Zámek Janković          | Daruvar                                  |          |         |
| Zámek Loborgrad         | Lobor                                    |          |         |
| Zámek Lužnica           |                                          | [ 1 ]    |         |
| Zámek Batthyany (Baćan) | Ludbreg                                  |          |         |
| Zámek Hellenbach        | Marija Bistrica                          |          |         |
| Zámek Mailath           | Donji Miholjac                           |          |         |
| Zámek Maruševec         | Varaždin                                 |          |         |
| Zámek Novi dvori        | Zaprešić                                 |          |         |
| Zámek Pejačević         | Našice                                   |          |         |
| Zámek Pejačević         | Retfala, předměstí Osijku                |          |         |
| Zámek Pejačević         | Virovitica                               |          |         |
| Zámek Odescalchi        | Ilok                                     |          |         |
| Zámek Opeka             | Vinica                                   |          |         |
| Zámek Oršić             | Gornja Stubica v Krapinsko-zagorské župě |          |         |
| Zámek Ozalj             | Ozalj                                    |          |         |
| Zámek Podolje           | Samobor                                  |          |         |
| Zámek Tkalec            | Robadje u Štrigova v Mezimuřské župě     |          |         |
| Zámek Varaždin          | Varaždin                                 |          |         |
| Bánský dvůr             | Záhřeb                                   |          |         |
| Zámek Zajezda           | Krapinsko-zagorská župa                  |          |         |

## Pevnosti
| označení                      | místo                                                | Poznámky | obrázek |
| ----------------------------- | ---------------------------------------------------- | --- | ------- |
| Brodská pevnost               | Slavonski Brod                                       | |         |
| Diokleciánův palác            | Split, Splitsko-dalmatská župa                       | Starořímský palác císaře Diokleciána. Nachází se v něm katedrála sv. Domnia, nejstarší funkční katedrála na světě. |         |
| Pevnost Fortica               | Otočac                                               | |         |
| Pevnost Kamerlengo            | Trogir, Splitsko-dalmatská župa                      | městská pevnost z dob benátské nadvlády                                                                            |         |
| Pevnost Kamičak               | Drniš                                                | |         |
| Pevnost Klis                  | Split, Splitsko-dalmatská župa                       | |         |
| Kaštel Koriolana Cipika       | Kaštel Stari (Kaštela) ve Splitsko-dalmatské župě    | |         |
| Kaštel Pavla Cipika           | Kaštel Novi (Kaštela) ve Splitsko-dalmatské župě     | |         |
| Kaštilac                      | Kaštel Gomilica (Kaštela) ve Splitsko-dalmatské župě | |         |
| Pevnost Knin                  | Knin                                                 | |         |
| Monkodonja                    | Rovinj v Istrijské župě                              | |         |
| Pevnost Nehaj                 | Senj                                                 | |         |
| Pevnost Obrovac               | Obrovac                                              | |         |
| Pevnost Omiš                  | Omiš                                                 | |         |
| Pevnost Peovica (Mirabella)   | Omiš ve Splitsko-dalmatské župě                      | |         |
| Prevlaka (italsky Pellegrino) | Vitaljina v Dubrovnicko-neretvanské župě             | nejjižnější cíp Chorvatska                                                                                         |         |
| Pevnost Ostrovica             | Ostrovica                                            | |         |
| Starigrad (Fortica)           | Omiš ve Splitsko-dalmatské župě                      | |         |
| Pevnost svatého Marka         | Trogir ve Splitsko-dalmatské župě                    | přístavní strážní věž                                                                                              |         |
| Pevnost Španjola              | Hvar ve Splitsko-dalmatské župě                      | |         |
| Pevnost Šubićevac             | Šibenik                                              | |         |
| Tvrdalj                       | Hvar ve Splitsko-dalmatské župě                      | opevněná vila |         |
| Pevnost Tvrđa                 | Osijek                                               | |         |